# Wes Studi
Wesley „Wes” Studi (ur. 17 grudnia 1947 w Nofire Hollow, w Oklahomie) – amerykański aktor filmowy pochodzenia czirokeskiego wystąpił w wielu nagradzanych filmach, m.in. Tańczący z wilkami, Ostatni Mohikanin, Gorączka. W 2019 roku otrzymał honorowego Oscara za całokształt pracy aktorskiej.

## Filmografia
- 1990: Tańczący z wilkami (Dances with Wolves) jako przywódca Paunisów
- 1992: Ostatni Mohikanin (The Last of the Mohicans) jako Magua
- 1993: Geronimo: amerykańska legenda (Geronimo: An American Legend) jako Geronimo
- 1994: Uliczny wojownik (Street Fighter) jako Victor Sagat
- 1995: Gorączka (Heat) jako detektyw Casals
- 2002: Champion (Undisputed) jako Mingo Pace
- 2005: Podróż do Nowej Ziemi (The New World) jako Opechancanough
- 2007: Pochowaj me serce w Wounded Knee (Bury my Heart at Wounded Knee) jako Wovoka
- 2009: Avatar jako Eytukan